# Better Things
Better Things es una serie de televisión estadounidense creada por Pamela Adlon y Louis C.K. para FX, protagonizada por Adlon como actriz divorciada que cría a sus tres hijas por su cuenta. FX dio una orden de 10 episodios el 7 de agosto de 2015. La serie se estrenó el 8 de septiembre de 2016. El 20 de septiembre de 2016, FX renovó la serie para una segunda temporada, la cual se estrenó el 14 de septiembre de 2017. En octubre de 2017, FX renovó la serie para una tercera temporada, que consistió en 12 episodios, todos ellos dirigidos por Adlon y se estrenó el 28 de febrero de 2019. En marzo de 2020 se estrenó la cuarta temporada.

## Elenco y personajes

### Principal
- Pamela Adlon como Sam Fox.
- Mikey Madison como Max Fox.
- Hannah Alligood como Frankie Fox.
- Olivia Edward como Duke Fox.
- Celia Imrie como Phyllis.

### Recurrente
- Diedrich Bader como Rich.
- Lucy Davis como Macy.
- Alysia Reiner como Sunny.
- Greg Cromer como Jeff.
- Rebecca Metz como Tressa.
- Patricia Scanlon como Joy.
- Mather Zickel como los exnovios de Sam.
- Matthew Glave como Xander.
- Henry Thomas como Robin.
- Kevin Pollak como Marion.
- Matthew Broderick

### Invitados
| - Julie Bowen como ella misma ("Sam/Pilot"). - Bradley Whitford como Gary ("Sam/Pilot"). - Constance Zimmer como ella misma ("Sam/Pilot"). - Cleopatra Coleman como Dr. Okoye ("Period"). - Lenny Kravitz como Mel Trueblood ("Brown"). - David Duchovny como él mismo ("Brown"). - Danny Pudi como Danny ("Woman Is the Something of the Something"). - Zach Woods como Zach ("Woman Is the Something of the Something"). - Joe Walsh como él mismo ("Hair of the Dog"). - John Ales como Rodney ("Rising"). | - Tom Kenny como él mismo ("Robin"). - Billy West como él mismo ("Robin"). - Robert Michael Morris como Ray ("Eulogy"). - Rade Šerbedžija as Arnold Hall ("Arnold Hall"). - Jane Carr como Jarita ("White Rock"). - Nigel Havers como Lester ("White Rock"). - Sharon Stone (temporada 3). - Judy Reyes (temporada 3). - Janina Gavankar (temporada 3). |

## Episodios
| Temporada | Temporada | Episodios | Episodios | Emisión original         | Emisión original        |
| Temporada | Temporada | Episodios | Episodios | Primera emisión          | Última emisión          |
| --------- | --------- | --------- | --------- | ------------------------ | ----------------------- |
|           | 1         | 10        | 10        | 8 de septiembre de 2016  | 10 de noviembre de 2016 |
|           | 2         | 10        | 10        | 14 de septiembre de 2017 | 16 de noviembre de 2017 |
|           | 3         | 12        | 12        | 28 de febrero de 2019    | 16 de mayo de 2019      |
|           | 4         | 10        | 10        | 5 de marzo de 2020       | 30 de abril de 2020     |
|           | 5         | 10        | 10        | 28 de febrero de 2022    | 25 de abril de 2022     |

## Producción y desarrollo

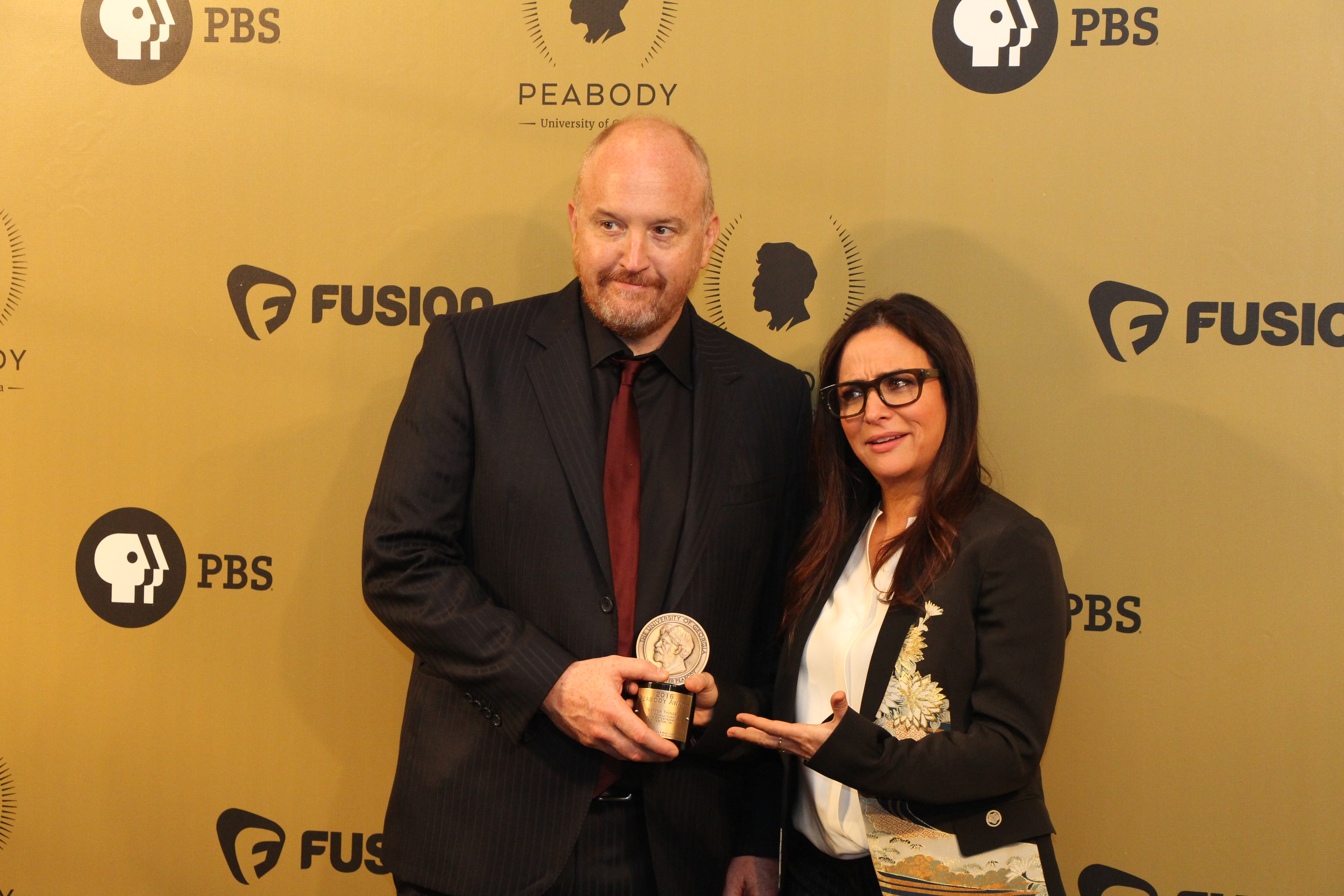
Louis C.K. y Pamela Adlon en 2017

En enero de 2015, se anunció que FX ordenó la producción del piloto de la serie. El piloto fue escrito por Louis C.K. y Pamela Adlon, y dirigido por Louis C.K. La serie está basada en la historia la vida de Adlon. El 7 de agosto de 2015, se anunció que FX había ordenado la producción de la serie para una temporada de 10 episodios. La serie lleva el nombre de la canción «Better Things» de The Kinks.
En noviembre de 2017, después de que Louis C.K. confirmara que las acusaciones de mala conducta sexual contra él eran ciertas, FX canceló su acuerdo general con C.K. y su productora, Pig Newton. Se anunció que C.K. no tendría ninguna participación en futuras temporadas de la serie. Ese mes, Adlon despidió al director de 3 Arts, Dave Becky, como su representante. Pig Newton y 3 Arts dejaron de coproducir la serie tras el final de la segunda temporada. Para la tercera temporada, Adlon contrató a cuatro nuevos guionistas para la serie, Sarah Gubbins, Joe Hortua, Robin Ruzan e Ira Parker.

## Recepción

### Respuesta crítica
| Temporada | Temporada | Respuesta crítica | Respuesta crítica |
| Temporada | Temporada | Rotten Tomatoes   | Metacritic        |
| --------- | --------- | ----------------- | ----------------- |
|           | 1         | 95% (57 reseñas)  | 80 (31 reseñas)   |
|           | 2         | 96% (26 reseñas)  | 96 (13 reseñas)   |
|           | 3         | 100% (35 reseñas) | 94 (14 reseñas)   |
|           | 4         | 100% (21 reseñas) | 90 (6 reseñas)    |

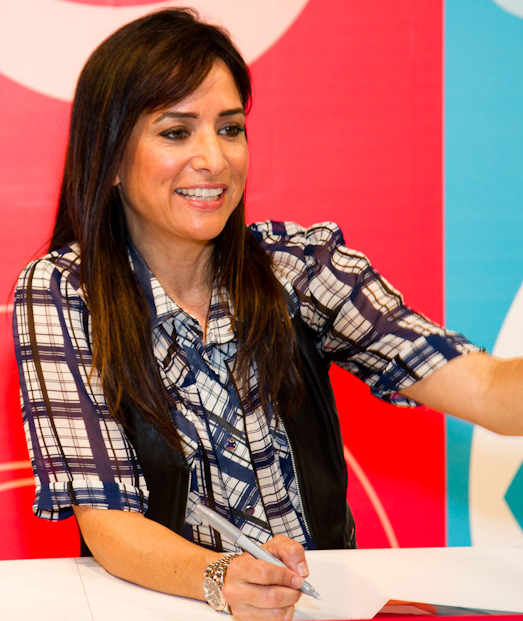
Pamela Adlon ha recibido importantes elogios por su actuación, escritura y dirección, y los críticos la citan como una de las mejores autoras de la televisión.

La serie tiene una puntuación global del 97% en Rotten Tomatoes y del 87 en Metacritic.
Para la primera temporada, el sitio web del agregador de reseñas Rotten Tomatoes tiene un índice de aprobación del 95%, basándose en 57 reseñas con una calificación media de 8,18/10. El consenso crítico dice: «Better Things de Pamela Adlon, se aleja de las tradicionales comedias de situación y se forja un camino propio, en esta oda a los altibajos diarios de ser madre soltera, a menudo hilarante y agridulce». En Metacritic, tiene una puntuación media ponderada de 80 de 100, basada en 31 reseñas, indicando «reseñas mixtas o medias».
Para la segunda temporada, Rotten Tomatoes le asignó un índice de aprobación del 96%, basándose en 26 reseñas con una calificación media de 9,20/10. El consenso crítico dice: «La segunda temporada de Better Things juega aún más hábilmente con sus puntos fuertes, tejiendo con seguridad entre el humor punzante, la observación cáustica y el drama conmovedor». En Metacritic, tiene una puntuación media ponderada de 96 de 100, basada en 13 reseñas, indicando «aclamación universal». Daniel D'Addario para Time, escribió: «Este es un enorme salto adelante para una serie que ya era bastante fuerte. Adlon es lo más parecido a un autor puro que puede haber en la televisión. El hecho de que su historia esté impregnada tanto de tristeza como de luz hace que Better Things sea uno de los mejores programas de televisión, en cualquier género». Better Things se sitúa como la séptima mejor serie de televisión de 2017, según la lista de Metacritic que recopila las listas de «lo mejor» de varias de las principales publicaciones y críticos de televisión.
Para la tercera temporada, Rotten Tomatoes le asignó un índice de aprobación del 100%, basándose en 35 reseñas con una calificación media de 9,33/10. El consenso crítico dice: «Pamela Adlon afirma plenamente su voz de autora sobre Better Things en una triunfante tercera temporada que examina el agotamiento de la maternidad con un arte estimulante». En Metacritic, tiene una puntuación media ponderada de 94 de 100, basada en 19 reseñas, indicando «aclamación universal». Matt Zoller Seitz de Vulture escribió: «Better Things es la mejor serie que se ha podido hacer». Caroline Framke, de Variety, escribió: «Better Things se siente un poco más libre para ser su yo más audaz esta temporada. Hacer la serie bajo una presión extraordinaria ha permitido, al final, que Adlon levante las manos, diga lo que quiera, lo saque todo a la luz y tenga éxito totalmente en sus propios términos».
Para la cuarta temporada, Rotten Tomatoes le asignó un índice de aprobación del 100%, basándose en 21 reseñas con una calificación media de 8,45/10. El consenso crítico dice: «Aguda y singular, Better Things no hace más que mejorar». En Metacritic, tiene una puntuación media ponderada de 90 de 100, basada en 6 reseñas, indicando «aclamación universal». Dan Fienberg de The Hollywood Reporter llamó a la serie como «todavía es una de las mejores cosas de la televisión». Ben Travers de IndieWire le dio una calificación de «A» y resumió que la cuarta temporada es «una experiencia como ninguna otra en la televisión».